# Erik Granvik
Erik Alexander Granvik, född 15 april 1917 i Terjärv, död 24 maj 2013 i Jakobstad, var en finlandssvensk författare.
Granvik fungerade som skoldirektör i Terjärv åren 1945–1963 och därefter som lärare i allmänna ämnen på yrkesskolan i Jakobstad åren 1963–1980.